# 온재 김진옥 필 종계시첩
온재 김진옥 필 종계시첩(鞰齋 金鎭玉 筆 宗稧詩帖)은 1547년에 김계휘가 지은 칠언절구시(七言絶句詩)에 1722년에 그의 5대손인 김진옥이 화답시를 지어 덧붙이고 필서한 자료이다. 2018년 12월 4일 대전광역시의 유형문화재 제59호로 지정되었다.

## 지정 사유
본 자료는 1547년(명종 2)에 황강 김계휘가 광산김씨(光山金氏)의 정동(貞洞) 계회(契會)를 기념하여 지은 칠언절구시(七言絶句詩)에 1722년(경종 2)에 그의 5대손인 온재 김진옥이 화답시를 지어 덧붙이고 필서한 자료이다.
본서의 말미에는 김진옥의 손자인 김상성이 1762년(영조 38)에 지은 발문이 있어이 후에 책을 제책 한 것으로 보인다.
또한 형태적으로 책의 크기가 보통 책의 두배 정도로 장대(長大)하고 앞․뒤의 표지의 능화(菱花) 문양이 독특하고 선명하게 드러나는 등의 특징이 있다.
본 자료는 현재 필적이 매우 드문 김진옥의 노년(64세) 필적으로 글자가 크고 필세가 강한 점이 돋보인다.  광산김씨 명필로 온재 김진옥, 죽천 김진규, 퇴어 김진상이 유명한데, 당나라 서풍에 바탕을 둔 예서(隸書)에 뛰어난 김진규와 김진상과 달리, 김진옥은 스승인 우암 송시열의 서풍을 따랐으며, 『온재 김진옥 필 종계시첩』은 그러한 면모를 보여주는 좋은 자료이다.
이러한 내용을 통해『온재 김진옥 필 종계시첩』은 역사적, 서예사적으로 귀중한 자료이다.

## 참고 문헌
- 온재 김진옥 필 종계시첩 - 국가유산청 국가유산포털